# غریبه‌های صمیمی (فیلم ۲۰۱۸)
غریبه‌های صمیمی (انگلیسی: Intimate Strangers) یک فیلم کمدی درام محصول کره جنوبی سال ۲۰۱۸ به کارگردانی لی جه کیو، به نویسندگی به سو یونگ و بر پایه فیلم ایتالیایی غریبه‌های تمام‌عیار (۲۰۱۶) است. در این فیلم یو هه جین، چو جین وونگ، لی سو جین، یوم جونگ آه، کیم جی سو و یون کیونگ هو ایفای نقش کردند. این فیلم در ۳۱ اکتبر ۲۰۱۸ منتشر شد.

## بازیگران
- یو هه جین در نقش ته سو[۸]
- چو جین وونگ در نقش سوک هو[۸]
- لی سو جین در نقش جون مو[۸]
- یوم جونگ آه در نقش سو هیون، همسر ته سو[۸]
- کیم جی سو در نقش یه جین، همسر سوک هو[۸]
- یون کیونگ هو در نقش یونگ به
- جی وو در نقش سو یونگ، دختر سوک هو و یه جین

## تولید
تصویربرداری اصلی در ۲۷ دسامبر ۲۰۱۷ آغاز شد و در ۱۲ فوریه ۲۰۱۸ به پایان رسید.